# Гурон (Нью-Йорк)
Гурон (англ. Huron) — місто (англ. town) в США, в окрузі Вейн штату Нью-Йорк. Населення — 1872 особи (2020).

## Демографія
Згідно з переписом 2010 року, у місті мешкало 2118 осіб у 855 домогосподарствах у складі 590 родин. Було 1617 помешкань
Расовий склад населення:
| - 93,5 % — білих - 2,1 % — чорних або афроамериканців - 0,3 % — азіатів - 0,2 % — корінних американців - 3,1 % — осіб інших рас |

До двох чи більше рас належало 0,7 %. Частка іспаномовних становила 4,5 % від усіх жителів.
За віковим діапазоном населення розподілялося таким чином: 20,3 % — особи молодші 18 років, 61,1 % — особи у віці 18—64 років, 18,6 % — особи у віці 65 років та старші. Медіана віку мешканця становила 46,4 року. На 100 осіб жіночої статі у місті припадало 107,6 чоловіків;  на 100 жінок у віці від 18 років та старших — 107,9 чоловіків також старших 18 років.
Середній дохід на одне домашнє господарство  становив 83 575 доларів США (медіана — 65 850), а середній дохід на одну сім'ю — 91 179 доларів (медіана — 70 298). Медіана доходів становила 50 104 долари для чоловіків та 42 708 доларів для жінок. За межею бідності перебувало 14,5 % осіб, у тому числі 19,1 % дітей у віці до 18 років та 1,2 % осіб у віці 65 років та старших.
Цивільне працевлаштоване населення становило 1024 особи. Основні галузі зайнятості: освіта, охорона здоров'я та соціальна допомога — 22,2 %, виробництво — 17,5 %, будівництво — 10,3 %, сільське господарство, лісництво, риболовля — 10,3 %.